# 新宿酔いどれ番地 人斬り鉄
『新宿酔いどれ番地 人斬り鉄』（しんじゅくよいどればんち ひとぎりてつ）は、1977年（昭和52年）4月8日（金曜日）に公開された日本の映画。製作は東映。

## 概要
新宿と福生を舞台にしたやくざ映画である。
1976年7月の東映定例会見で、岡田茂東映社長が、1976年秋以降の東映番組の予定を発表し、その際に菅原文太主演企画として発表され、タイトルは『新宿暴力街』であった。

## スタッフ
- 監督：小平裕

- 企画：太田浩児、高村賢治
- 脚本：松田寛夫、掛札昌裕、小平裕

- 撮影：中島芳男
- 録音：広上益弘
- 照明：梅谷茂
- 美術：北川弘

- 編集：祖田冨美夫
- 助監督：新井清
- 記録：勝原繁子
- 擬斗：日尾孝司
- スチール：藤井善男
- 進行主任：東和杜

- 装置：安沢重治
- 装飾：田島俊英
- 美粧：井上守
- 美容：花沢久子
- 衣裳：内山三七子
- 演技事務：山田光男
- 現像：東映化学

- 音楽：鏑木創

- 主題歌：新宿酔いどれ番地（コロムビアレコード）
  - 作詞：石本美由起
  - 作曲：市川昭介
  - 唄：菅原文太

## 出演者
- 権藤鉄治：菅原文太
- 松永数男：にしきのあきら
- 春美：生田悦子
- 石川昇：舘ひろし
- 尾形：福中康治（新人）
- 野呂次郎：ジーョジ・高野（新日本プロレス）
- 柳田欣二：名和広
- 梅津：藤山浩二
- 暮山守治：関山耕司
- 根岸秀三：伊達三郎
- 岩城正平：八名信夫
- 軍司：佐藤晟也
- 演歌師：宮城健太狼
- 西部通彦：市川好朗
- トラック運転手：苅谷俊介
- 飯島精市：日尾孝司
- バーのママ：奈三恭子
- 茜ゆう子
- サリィ：沙里衣
- 佐原：土山登士幸
- レストランマスター：大木晤郎
- 高橋：須賀良
- 柳田組チンピラ：西本良治郎
- 大門組若衆：城春樹
- レストランの荒くれ者：亀山達也
- レストランの荒くれ者：久地明
- 川崎：高月忠
- 大門組若衆：沢田浩二
- 柳田組チンピラ：松沢勇
- ナレーター：河合絃司
- 大門組若衆：幸英二
- レストランの荒くれ者：司裕介
- 森浦初枝
- 章文栄
- レストランマネージャー：山浦栄
- 竹下誠治
- 蒲原敏明
- 春田三三夫
- 大家博
- バンド：ファンキー・スタッフ
- 五十嵐賢二：川地民夫
- 西垣勝也：青木義朗
- 赤ちょうちんの親父：コロムビア・トップ（友情出演）
- 大門英作：成田三樹夫
- 竹内俊光：地井武男
- 藤原安夫：佐藤允

## 同時上映
『女獄門帖 引き裂かれた尼僧』
- 監督：牧口雄二 / 主演：田島はるか